# آيت أونير (فم اودي)
آيت أونير هي إحدى مشيخات المملكة المغربية، تتبع جغرافيا لإقليم بني ملال وإداريًا لفم اودي. يقدر عدد سكانها بـ 4169 نسمة حسب الإحصاء الرسمي للسكان والسكنى لسنة 2004.